# Isochariesthes euchroma
Isochariesthes euchroma är en skalbaggsart som först beskrevs av Stefan von Breuning 1970.  Isochariesthes euchroma ingår i släktet Isochariesthes och familjen långhorningar.
Artens utbredningsområde är Malawi. Inga underarter finns listade i Catalogue of Life.